# Pirin-Gletscher
Der Pirin-Gletscher (bulgarisch ледник Пирин lednik Pirin) ist ein 5,7 km langer und 6 km breiter Gletscher an der Davis-Küste des Grahamlands auf der Antarktischen Halbinsel. Er fließt unmittelbar östlich der Tschawdar-Halbinsel in nordnordwestlicher Richtung zur Curtiss Bay, die er östlich des Seaplane Point erreicht.
Die bulgarische Kommission für Antarktische Geographische Namen benannte ihn 2010 nach dem Piringebirge im Südwesten Bulgariens.